# スクラム釜石
スクラム釜石（スクラムかまいし）は、ラグビーを通じて東日本大震災からの東北復興支援を目的に活動しているNPO法人である。2011年5月4日結成、2012年3月特定非営利活動法人化。ラグビーワールドカップ2019の岩手県釜石市招致に尽力した。
メンバーは、新日鐵釡石ラグビー部OB 有志、釡石シーウェイブスの私設応援団、新日鐵本社ラグビー部などが中心となって活動している。代表理事は石山次郎、事務局長は高橋博行、キャプテンは松尾雄治である。
チームの名称は、シーウェイブスを支援しよう、シーウェイブスだけでなく、ラグビーだけでなく釜石を支援しよう、東北全体を支援しよう、といったいろいろな思いを集約できる言葉となっている。

## 理念

### 発足の経緯
スクラム釡石のメンバー（新日鐵釜石ラグビー部OB 有志、釡石シーウェイブスの私設応援団、新日鐵本社ラグビー部など）は、ラグビーを通じて釡石や東北にお世話になってきた。
東日本大震災の後、「東北復興はラグビーと共にあり！」という想いのもと、釡石やラグビーに縁のある仲間が集まり「自分たちに何が出来るか？」を考えぬいた結果、「ラグビーを通じた復興支援活動を行なうこと」にたどり着いた。そして、「完全復興するまで活動を続ける」という宣言のもと結成した。

### 活動の目標
スクラム釡石が目指す大きな目標は釡石・岩手・東北の被災地の復興である。
スクラム釡石は「自分たちに何が出来るのか」を常に考えながら活動している。

## 活動
スクラム釡石が行なう活動のひとつは、ラグビーを通じた釡石・岩手・東北の復興支援活動である。
2012年6月よりノーサイドクラブとスクラム釜石の共同企画・「釜石Night」を開催している。また、東北のラグビースクールに通う小学生による交流試合「ともだちカップ」を東日本大震災後に企画し、大会は2019年で8回目を迎えている。
また2019年に日本で開催された「ラグビーワールドカップ」では、釜石・東北復興支援の一環で行った釜石誘致支援活動の結果、釜石鵜住居復興スタジアムで９月２５日のフィジー対ウルグアイ戦と１０月１３日のナミビア対カナダ戦の２試合が開催された。
2021年、女子15人制ワールドカップでの活躍を目指し、海外挑戦をする平野恵里子選手の応援として、広報活動やマネジメント業務に協力している。

## メンバー[13]
- 松尾雄治（キャプテン）
- 石山次郎（代表理事）
- 高橋博行（事務局長）
- 泉秀仁
- 大友信彦
- 黒滝豊
- 佐々木和寿
- 永田洋光
- 永久理恵
- 秦幸一郎
- 早川弘治
- 藤井邦之
- 松坂好人
- 三笠広介
- 三笠杉彦
- 中川幸美
- 飯島康